# فيل ميلر
فيل ميلر (بالإنجليزية: Phil Miller)‏ هو مدير فني أمريكي، ولد في 1933.